# Charles Edward Magoon
Charles Edward Magoon (5 de diciembre de 1861 – 14 de enero de 1920) fue un abogado, juez, diplomático, y administrator estadounidense reconocido como gobernador de la Zona del Canal de Panamá y gobernador durante la ocupación estadounidense de Cuba. Fue objeto de diversos pequeños escándalos durante su carrera.
Como asesor legal del Departamento de Guerra de los Estados Unidos, redactó recomendaciones e informes que utilizó el Congreso estadounidense y el poder ejecutivo con respecto a los nuevos territorios obtenidos mediante la Guerra Hispano-estadounidense. Aquellos informes fueron recolectados y publicados en un libro editado en 1902, considerado como un trabajo seminal en la materia. Bajo sus gestiones como gobernador de territorios estadounidenses buscó aplicar aquellas recomendaciones.

## Biografía

### Primeros años
Magoon nació en Owatonna, en el Condado de Steele, en el estado de Minnesota. Siendo niño, él y su familia se mudó a Nebraska. En 1876, se alistó en el programa "preparatorio" de la Universidad de Nebraska–Lincoln y estudió dos años en aquella hasta su inscripción oficial en ésta en 1878. Tras finalizar la escuela, en 1879 estudió leyes de forma independiente con un bufete de prominentes abogados. En 1882, fue admitido en la barra en su país y ejerció sus prácticas en Lincoln, Nebraska. Finalmente, fue nombrado socio de aquel bufete. Más tarde, se convirtió en juez auditor de la Guardia Nacional de Nebraska y utilizó el título de "juez" en el resto de su carrera.